# Miguel Bernardo Bianquetti
Migueli, właśc. Miguel Bernardo Bianquetti, (ur. 19 grudnia 1951 roku w Ceucie) – hiszpański piłkarz, wychowanek Cádiz CF, wieloletni zawodnik klubu FC Barcelona, środkowy obrońca.
Od sezonu 1973/1974 nieprzerwanie przez 16 lat reprezentował barwy Barcelony. Wystąpił w jej barwach łącznie 548 razy (391 w lidze), strzelając 27 bramek. Dwa razy zdobył mistrzostwo Hiszpanii (1974, 1985), czterokrotnie Puchar Króla (1978, 1981, 1983, 1988), dwa puchary ligi (1982, 1986), Superpuchar Hiszpanii (1984), a także dwa Puchary Zdobywców Pucharów (PZP - 1979, 1982). 32-krotny reprezentant Hiszpanii (1974–1980), z którą wystąpił na Mistrzostwach Świata w 1978 roku oraz Mistrzostwach Europy w 1980 roku. Migueli miał świetne predyspozycje fizyczne, skąd wziął się jego przydomek "Tarzan".